# Sparkasse am Fischmarkt (Erfurt)

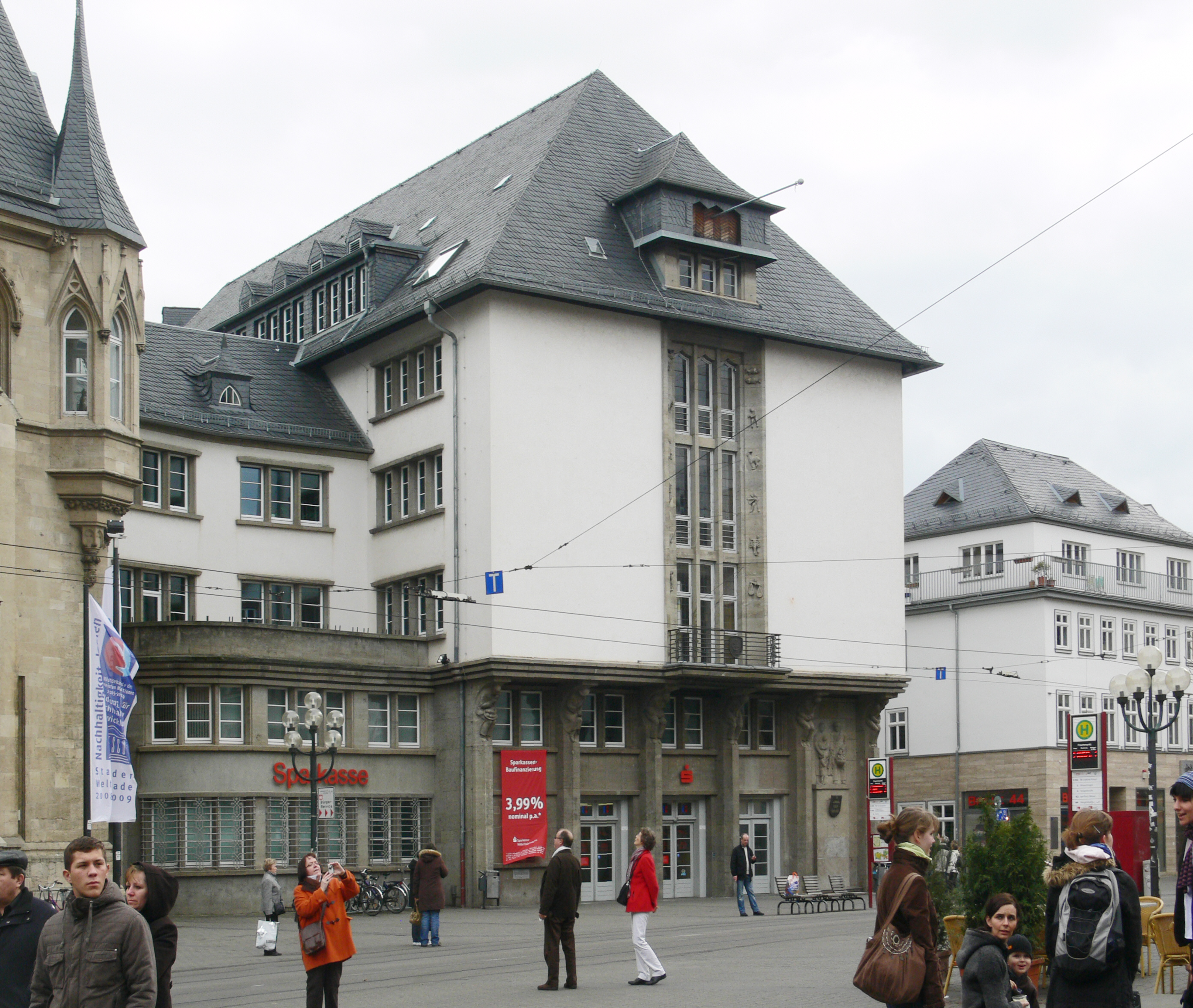
Sparkasse am Fischmarkt (2009)

Das Sparkassengebäude am Fischmarkt in Erfurt mit Rathaus-Erweiterungsbau wurde 1934/1935 im Stil des Neuen Bauens nach einem Entwurf von Johannes Klass errichtet. Namhafte Künstler gestalteten die Schaufassade zum Fischmarkt hin.

## Baugeschichte
Vorgängerbau am gleichen Platz am Fischmarkt war das Kreisgerichtsgebäude. Dieses wollte die Stadt bei gleichzeitigem Raumgewinn für ihre Verwaltung im Rathaus in mehreren Etagen eines neu zu errichtenden Sparkassengebäudes beseitigen. 28 Entwürfe für den Neubau wurden im Dezember 1933 im Rathausfestsaal für die interessierte Bevölkerung Erfurts ausgestellt. Nach einem Entwurf des Städtischen Oberverwaltungsrats Johannes Klaß führten die Architekten Gustav Schweizer und Karl Heinrich Müller den Bau aus. Baubeginn war im Frühjahr 1934, beschäftigt wurden 130 Handwerker und Arbeiter. Auflage war die Verwendung einheimischer Werkstoffe durch einheimische Betriebe. Die Kosten – einschließlich Abriss des Vorgängerbaus – beliefen sich auf 820.000 Reichsmark. Nach 15 Monaten Bauzeit konnte das Gebäude im Oktober 1935 seiner Bestimmung übergeben werden. Der Baustil entsprach dem Neuen Bauen bzw. der Neuen Sachlichkeit. Die Anbindung an das benachbarte Rathaus erfolgte durch einen Zwischenbau am Fischmarkt.
Der Sparkassenbau umfasste über dem Kellergeschoss das Erdgeschoss, ein Zwischengeschoss, darüber drei weitere Geschosse und das Dachgeschoss. Die Außenfronten von Erd- und Zwischengeschoss wurden mit Platten aus Muschelkalk und Kunststein verblendet. Die oberen Stockwerke kragten 1,5 Meter über diese beiden Geschosse vor. Carl Heines gestaltete die neun Meter hohe. Farbverglasungen mit Szenen einheimischer Handwerke. Das Walmdach in Altdeutscher Deckung wurde mit thüringischem Schiefer gedeckt. Dazu kam ein markanter Treppenturm mit Kegelhelm. Im Inneren des Gebäudes wurde fränkischer Marmor verwendet. Die funktional ausgeführte Kassenhalle im Erdgeschoss war durch beidseitige doppelte Fensterreihen lichtdurchflutet. Auch das Treppenhaus mit den Treppengeländern war hell und ansprechend gestaltet. Die vier Obergeschosse wurden an die Stadtverwaltung vermietet. Im Kellergeschoss errichtete die Stadt eine schlichte Ehrenhalle für die 3579 im Ersten Weltkrieg gefallenen Erfurter, die 1936 eingeweiht wurde.

## Kunst am Bau

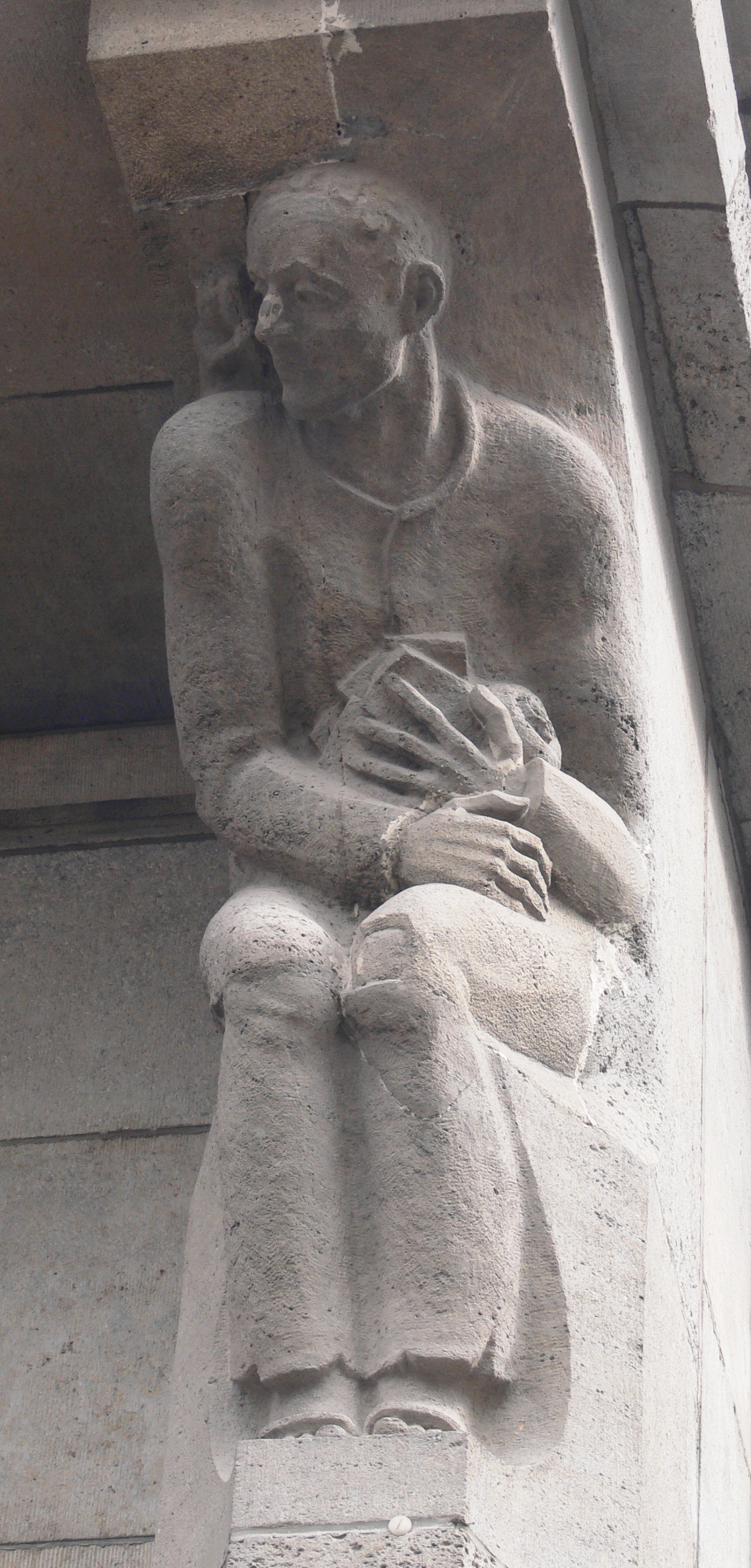
Figur Geiz

Seit 1934 waren überall im Reich „baugebundene Kunstwerke“ an neuen öffentlichen Gebäuden Pflicht, so auch an dem neuen Sparkassenbau. Der Erfurter Bildhauer Hans Walther gestaltete die Schauseite zum Fischmarkt hin. Unter die vorkragende Giebelwand stellte er sechs Figuren, die folgende Laster darstellen sollten: Völlerei, Eitelkeit, Faulheit, Dummheit, Neid und Geiz. Rechts von diesen Gestalten sieht man ein Hochrelief, das Gemeinnützigkeit, soziale Hilfsbereitschaft und Sicherheit symbolisieren soll (Anklang an das Winterhilfswerk). Dazu kam der Schriftzug „Gemeinnutz geht vor Eigennutz“. In den Fensterkehlen waren die 12 Tierkreiszeichen zu finden. Die Münchener Malerin Luise Klempt gestaltete 1935 farbige Fresken an der Schaufassade, sie symbolisierten Fleißarbeit im Gartenbau, im Handwerk und in der Industrie, Lebensbejahung, Heimat- und Traditionsverbundenheit, Siedlungsbau und Kinderreichtum. Ein ebenfalls 1935 geschaffenes Wandbild von Franz Markau in der Schalterhalle zeigte junge Eltern mit ihren Kindern und den Großeltern.

## Zeit seit 1945
Durch US-amerikanischen Artilleriebeschuss im April 1945 entstanden Schäden am Gebäude, die auf 100.000 Reichsmark geschätzt wurden. Dabei gingen die künstlerischen Farbverglasungen und die farbigen Fresken an der Außenwand der Sparkasse verloren. 1982 erfolgte die erste Sanierung der Sparkasse seit ihrem Bau einschließlich einer Modernisierung der Schalterhalle. 2008 wurden die Räumlichkeiten zum letzten Mal umgestaltet. Der Schriftzug „Gemeinnutz geht vor Eigennutz“ an der Fassade ist nicht erhalten, ebenso wenig das große farbige Wandbild von Markau in der Schalterhalle.
Die städtische Sparkasse gehört seit 2003 zur Sparkasse Mittelthüringen, die auch das Gebäude am Fischmarkt nutzt.